# إحساس (ألبوم كارول سماحة)
إحساس هو أحد ألبومات المطربة اللبنانية كارول سماحة٬ صدر في عام 2013 وقد ٱحتوى الألبوم على 13 أغنية.
حقق هذا الألبوم نجاحا كبيرا في الوطن العربي٬ وخصوصا أغنية واحشاني بلادي وكما لقيت أغاني الألبوم نجاحا كبيرا بالعالم العربي مثل أغنية (إحساس)٬وكما كانت أغنية وتعودت (الجزء الثاني من كليب أغنية خليك بحالك)صورت قبل سنه من إصدار الالبوم.وكما انتقل هذا الألبوم إلى العالمية وفازت كارول من خلاله بعدد من الجوائز العربية والعالمية وحقق الألبوم مبيعات كبيرة.

## الأغاني
- إحساس
- وتعودت
- هخونك
- مش معقول
- ما بنتحملش بعض
- أنا جيت
- الأفراح
- مش طايقاك
- أنت طفل كبير
- يومين وشهرين
- احضني
- خدني معك
- واحشاني بلادي

صورت من الألبوم ثلاث أغاني هم:
- وتعودت
- إحساس
- واحشاني بلادي